# Caterina Bueno
Caterina Bueno (née à Fiesole le 2 avril 1943  et morte à Florence le  16 juillet 2007) est une chanteuse et historienne de la musique folklorique italienne. 

## Biographie
Caterina Bueno est née à San Domenico di Fiesole d'un père espagnol Xavier Bueno, peintre, et d'une mère suisse, l'écrivaine Julia Chamorel. Dès son enfance, elle apprend à jouer de la guitare et collectionne des disques folkloriques, généralement d’origine toscane. Elle enseigne à l'Institut Ernesto De Martino et contribue  au magazine Nuovo Canzoniere Italiano. 
À partir des années 1960, Caterina Bueno par ses recherches et interprétations de chansons folkloriques italiennes, en particulier celles de Toscane, contribue à la redécouverte de la musique folklorique italienne.
Pendant sa carrière, elle a collaboré avec de nombreux artistes, en particulier avec Francesco De Gregori  qui lui a dédié la chanson Caterina.
Caterina Bueno est morte d'un cancer à Florence le 16 juillet 2007 à l'âge de 64 ans.

## Albums
- 1964 : La brunettina - Canzoni, rispetti e stornelli toscani- (I dischi del sole)
- 1968 : La veglia - (I dischi del sole)
- 1969 : La Toscana di Caterina - (I dischi del sole)
- 1970 : In giro per la Toscana - (Amico)
- 1973 : Eran tre falciatori - (Fonit Cetra)
- 1974 : Se vi assiste la memoria - (Fonit Cetra)
- 1976 : Il trenino della “Leggera”  - (Fonit Cetra)
- 1997 : Canti di maremma e d'anarchia - (Libera Informazione Editrice)
- 1998 : Caterina Bueno in spettacolo canzoni paradossali e storie popolari di dolente attualità (Supreme)
- 2001 : Caterina Bueno dal vivo (Compagnia Nuove Indye - CNI)
- 2005 : Eran tre falciatori – Se vi assiste la memoria – Il trenino della “leggera”  (Warner Music)
- 2007 : Dal vivo / live - Firenze 1975 Caterina Bueno e Coro degli Etruschi (Pegasus)

## Singles
- 1976 - Italia bella mostrati gentile/La Leggera - Fonit Cetra
- Elle est présente dans le CD de 1999 de la collection folklorique italienne Les grandes dames de la musique folklorique italienne (Buda Musique)